# Sacculiphallus punctatus
Sacculiphallus punctatus är en insektsart som beskrevs av Sigfrid Ingrisch 1998. Sacculiphallus punctatus ingår i släktet Sacculiphallus och familjen vårtbitare. Inga underarter finns listade i Catalogue of Life.